# Indy Pro Series 2006
Indy Pro Series 2006 kördes över 12 race. Jay Howard blev mästare.

## Delsegrare
| Datum       | Bana            | Vinnare         |
| ----------- | --------------- | --------------- |
| 26 mars     | Homestead       | Jeff Simmons    |
| 1 april     | St Petersburg   | Raphael Matos   |
| 2 april     | St Petersburg   | Raphael Matos   |
| 26 maj      | Freedom 100     | Wade Cunningham |
| 4 juni      | Watkins Glen    | Bobby Wilson    |
| 1 juli      | Indianapolis GP | Alex Lloyd      |
| 15 juli     | Nashville       | Jay Howard      |
| 22 juli     | Milwaukee       | Jaime Câmara    |
| 13 augusti  | Sparta          | Jay Howard      |
| 26 augusti  | Sears Point     | Wade Cunningham |
| 27 augusti  | Sears Point     | Alex Lloyd      |
| 9 september | Chicago         | Wade Cunningham |

## Slutställning
| Plats | Förare             | Poäng |
| ----- | ------------------ | ----- |
| 1     | Jay Howard         | 390   |
| 2     | Jonathan Klein     | 386   |
| 3     | Wade Cunningham    | 379   |
| 4     | Bobby Wilson       | 343   |
| 5     | Nick Bussell       | 319   |
| 6     | Jaime Câmara       | 298   |
| 7     | Alex Lloyd         | 294   |
| 8     | Chris Festa        | 205   |
| 9     | Brett Van Blankers | 179   |
| 10    | Raphael Matos      | 154   |